# 坚轴草
坚轴草（学名：Tenacistachya sichuanensis）为禾本科坚轴草属下的一个种。